# Teucholabis (Teucholabis) mythica
Teucholabis (Teucholabis) mythica is een tweevleugelige uit de familie steltmuggen (Limoniidae). De soort komt voor in het Neotropisch gebied.